# Trichoniscus pygmaeus
Trichoniscus pygmaeus là một loài chân đều trong họ Trichoniscidae. Loài này được G. O. Sars miêu tả khoa học năm 1899.